# Webbureau
Et Webbureau er et digital eller online bureau, som har kompetencer inden for den kreative eller tekniske udvikling af internetbaserede produkter og/eller services. Disse kompetencer spænder fra mere generelle emner som webdesign, webudvikling e-mail marketing og kampagnesites til mere specialiserede kompetencer såsom viral markedsføring, bannerannoncering, søgemaskineoptimering, mobilapps, sociale medier m.v.
Nogle webbureauer beskæftiger sig udelukkende med design og den kreative proces, mens andre udelukkende er fokuseret på den tekniske udvikling og implementering. De fleste arbejder dog med begge kompetencer, og enkelte har også udviklet deres eget opdateringssystem.
| Internet | Spire Denne internet-relaterede artikel er en spire som bør udbygges. Du er velkommen til at hjælpe Wikipedia ved at udvide den. |